# Bounty Nunatak
Bounty Nunatak är en nunatak i Antarktis. Den ligger i Östantarktis. Australien gör anspråk på området. Toppen på Bounty Nunatak är 2 350 meter över havet, eller 363 meter över den omgivande terrängen. Bredden vid basen är 3,8 km.
Terrängen runt Bounty Nunatak är varierad. Trakten är obefolkad. Det finns inga samhällen i närheten.